# Венценосный голубь
Венценосный голубь (лат. Goura cristata) — крупная птица семейства голубиных, обитающая в Новой Гвинее и на прилегающих островах. Первые экземпляры были завезены в Европу в 1900 году и помещены в зоопарк Роттердама.

## Описание
Длина тела составляет до 80 см, вес — до 2,5 кг. Продолжительность жизни примерно 20 лет. Половой диморфизм отсутствует. Самки немного меньше и изящнее, чем самцы.
Для птиц характерна медленная и степенная манера ходьбы, при которой хвост покачивается вверх и вниз. Полёт, напротив, выглядит медлительным и напряжённым и сопровождается громким шумом от крыльев.

## Ареал, места обитания
Эндемик Новой Гвинеи и прилегающих островов. В качестве мест для расселения они выбирают густые леса, болота, затопленные области.

## Питание
Венценосный голубь питается преимущественно ягодами, плодами и семенами. Птицы ищут свой корм, прежде всего, в подстилке леса, при этом они никогда не ворошат её, что не характерно для голубей. 

## Размножение
Брачный сезон начинается в апреле. Самец привлекает самку характерными звуками, напоминающими барабанную дробь. Гнездо строится в ветвях высоких деревьев, обычно выше 10 метров от земли. В кладке всего одно белое яйцо, которое весит примерно 70 г. Высиживание длится 30 дней. Птенцов выкармливают в течение двух месяцев. 

## Галерея

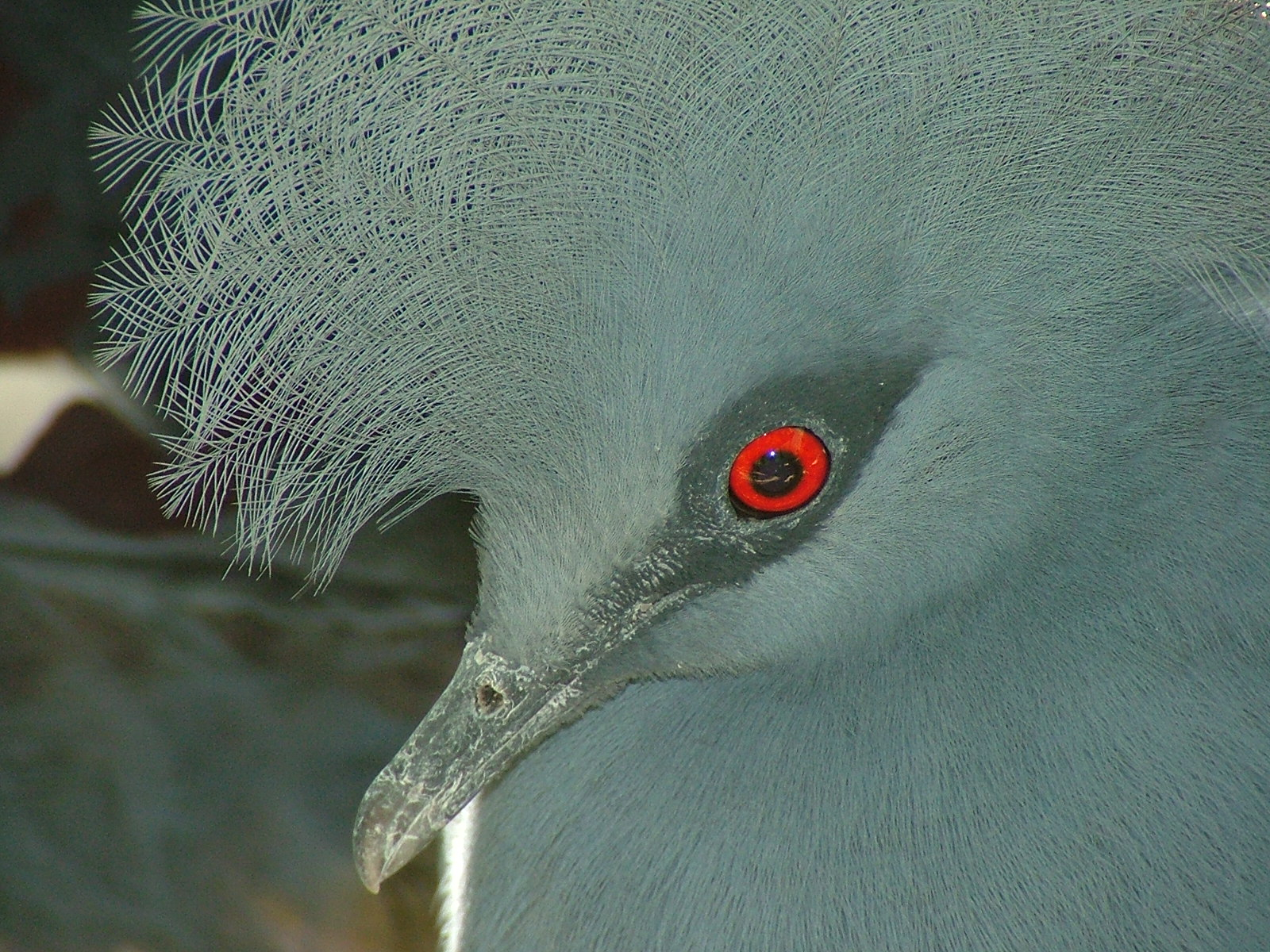
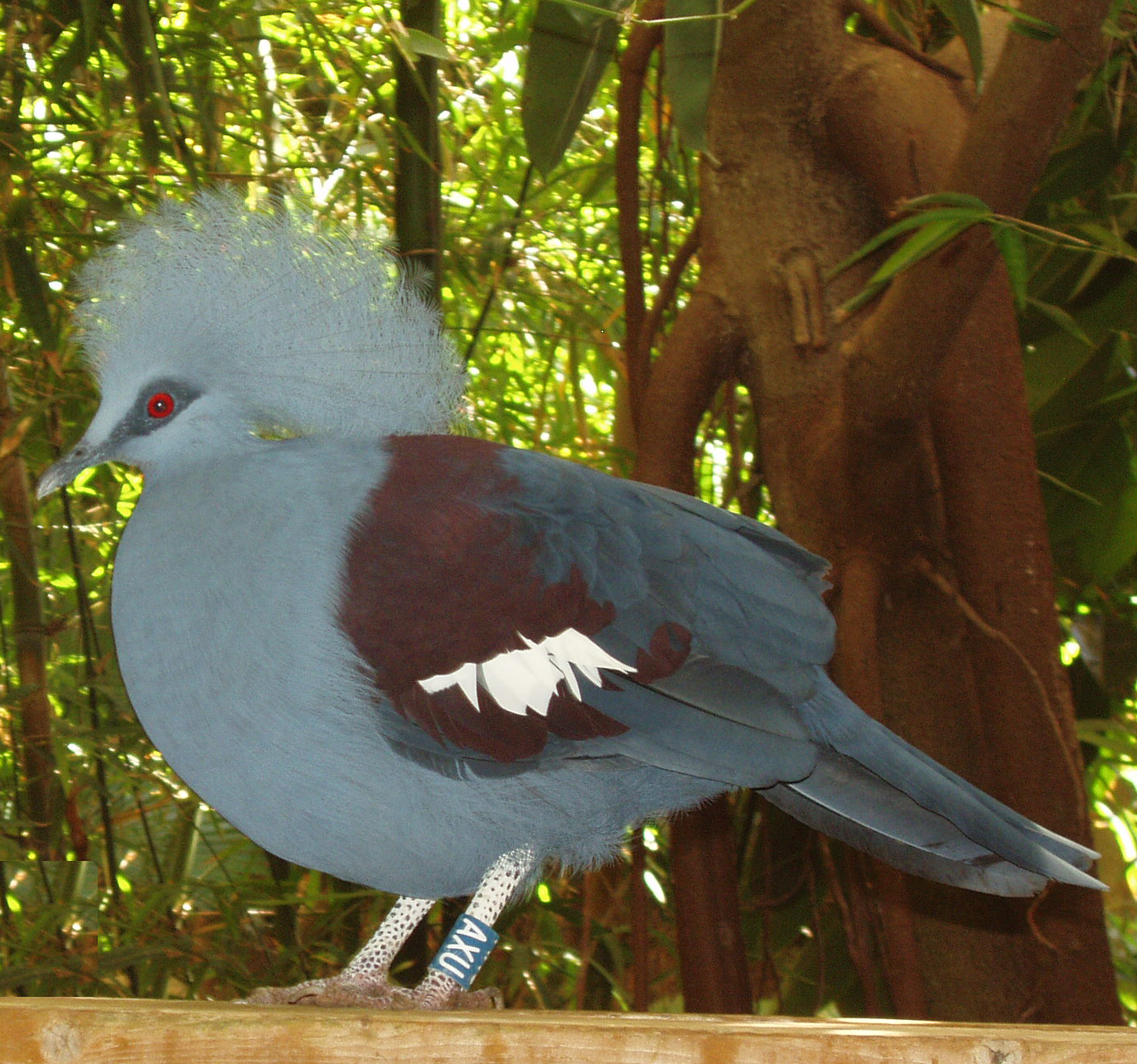
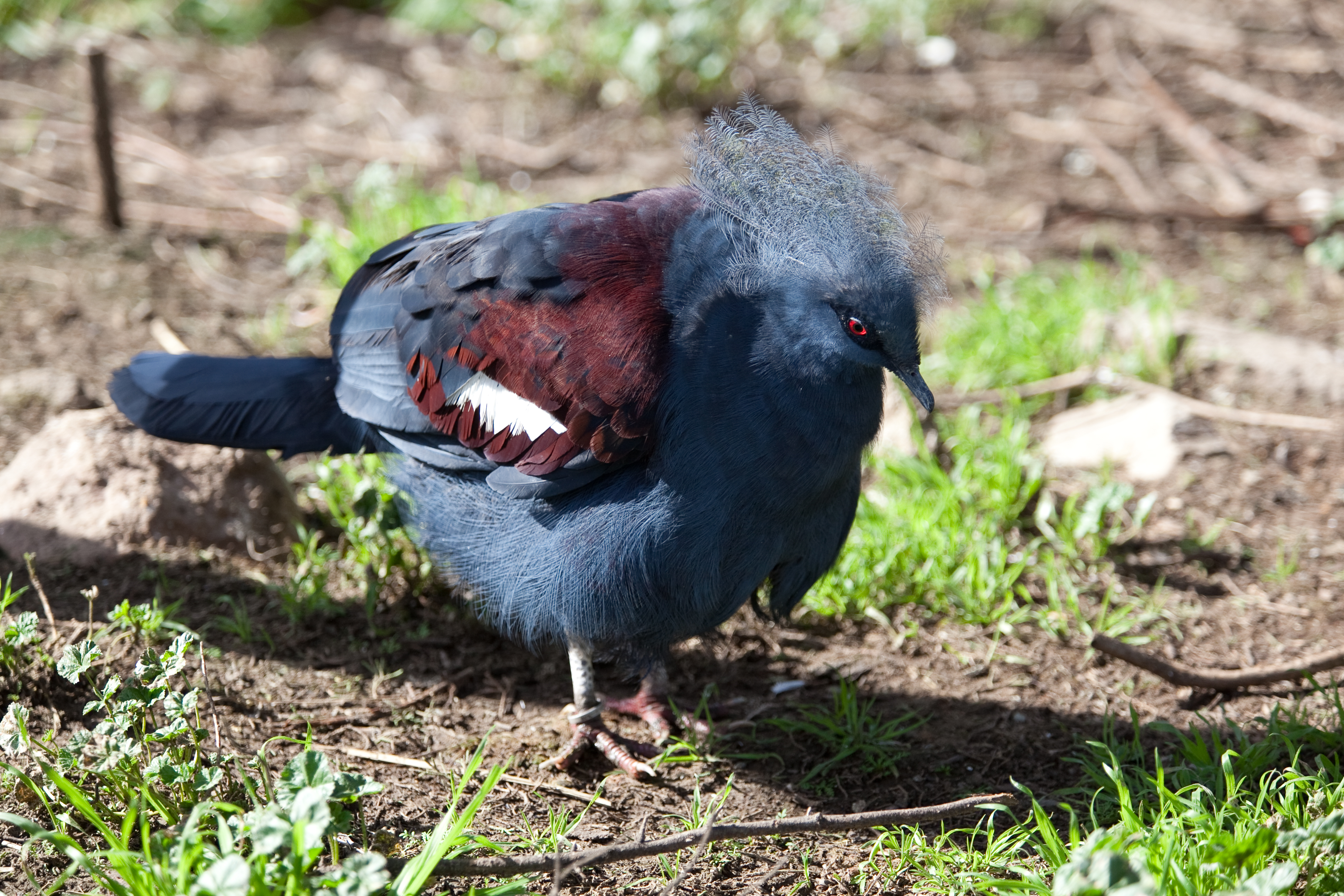
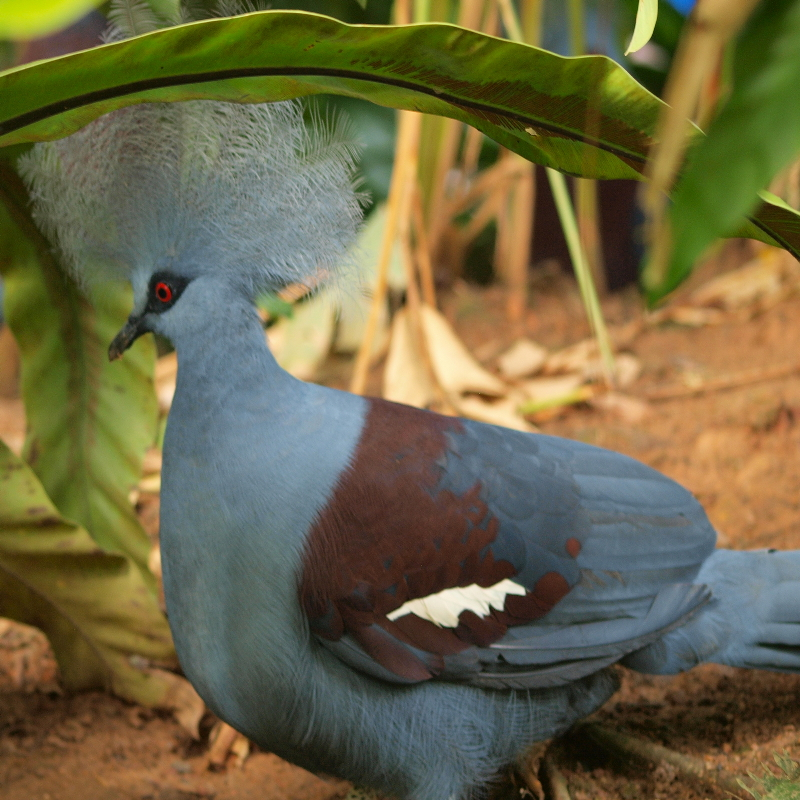
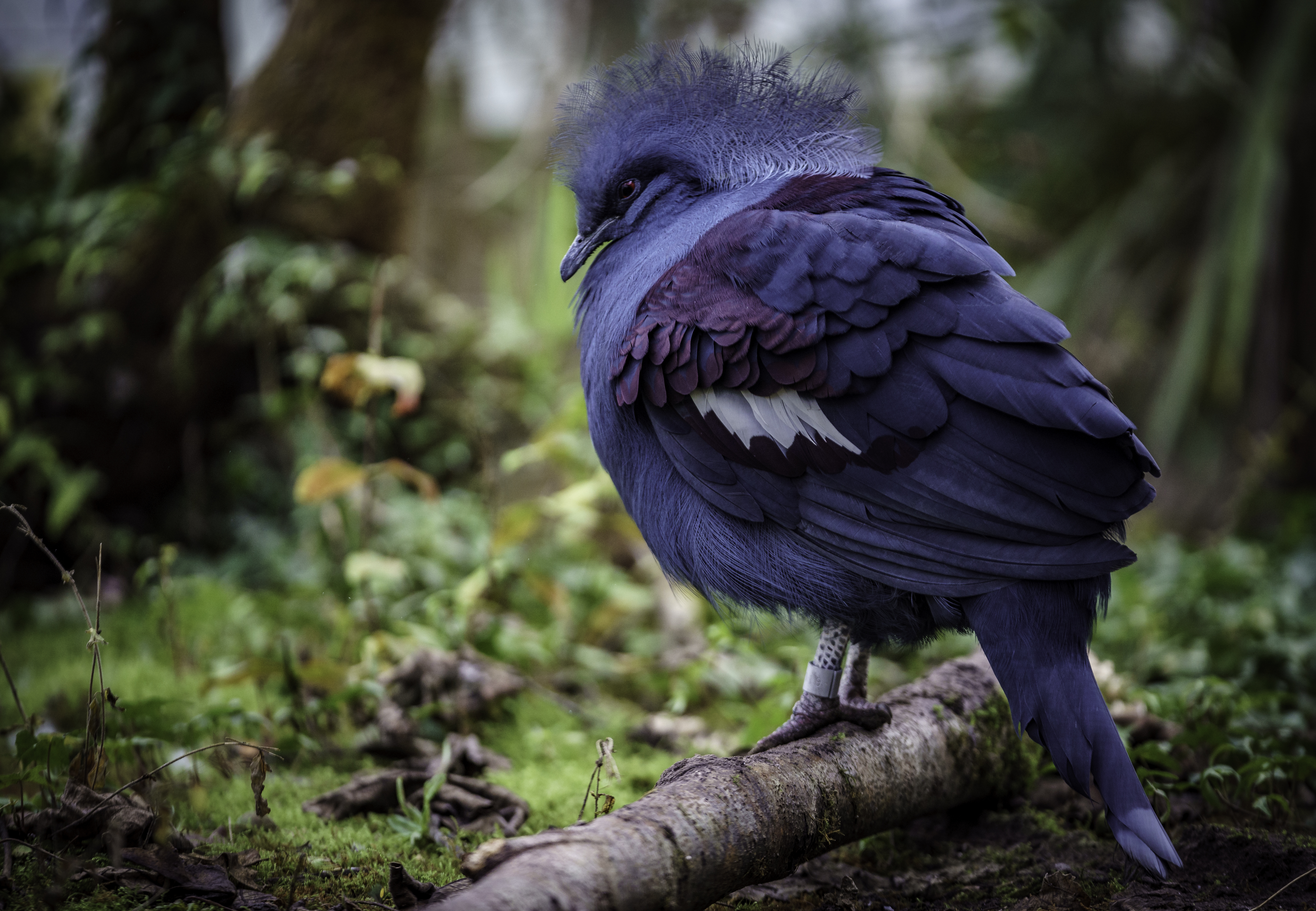